# Notoxus caudatus
Notoxus caudatus är en skalbaggsart som beskrevs av Henry Clinton Fall 1901. Notoxus caudatus ingår i släktet Notoxus och familjen kvickbaggar. Inga underarter finns listade i Catalogue of Life.